# Zvi Hecker

Zvi Hecker (Krakau, 31 mei 1931 – Berlijn, 24 september 2023) was een Israëlische architect. 

## Levensloop
Zvi Hecker werd in 1931 in Krakau geboren. Hij groeide op in Krakau en Samarkand. Hecker studeerde van 1949 tot 1950 architectuur aan de Technische Universiteit van Krakau, maar emigreerde in 1950 naar Israël. Daar voltooide hij in 1955 zijn architectuurstudie aan het Technion in Haifa. Daarna studeerde hij nog twee jaar schilderkunst. Tussen 1957 en 1959 vervulde hij zijn dienstplicht, en in 1959 begon hij zijn carrière als architect, eerst als partner van Alfred Neumann en Eldar Sharon. In 1968 opende hij zijn eigen architectenbureau.
Hecker overleed in 2023 op 92-jarige leeftijd.

## Werken
Heckers werk is bekend vanwege de geometrie en asymmetrie. Bekende werken van hem zijn:
- Stadhuis van Bat Yam (1960-1964, samen met Alfred Neuman en Eldar Sharon)
- De appartementen van Ramot Polin (1972-1975)
- Spiraalvormig huis in Ramat Gan (1973, 1986)
- De joodse basisschool Heinz-Galinski-Schule in Berlijn (1990-1995)
- Het Palmach-museum in Tel-Aviv (1992-2001, samen met Rafi Segal)
- Judisches Gemeindezentrum met synagoge in Duisburg (1996-1999)
- Nieuwbouw Koninklijke Marechaussee District Schiphol, Koningin Máximakazerne (2010-2015)

Voor zijn ontwerp van de Heinz-Galinski-Schule in Berlijn kreeg Hecker in 1995 de Deutsche Kritikerpreis für Architektur.

### Fotogalerij

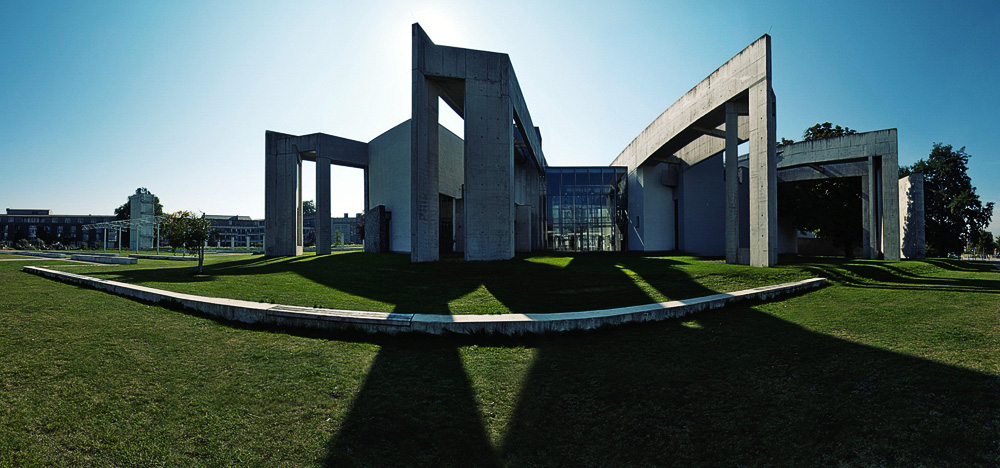
Judisches Gemeindezentrum, Duisburg
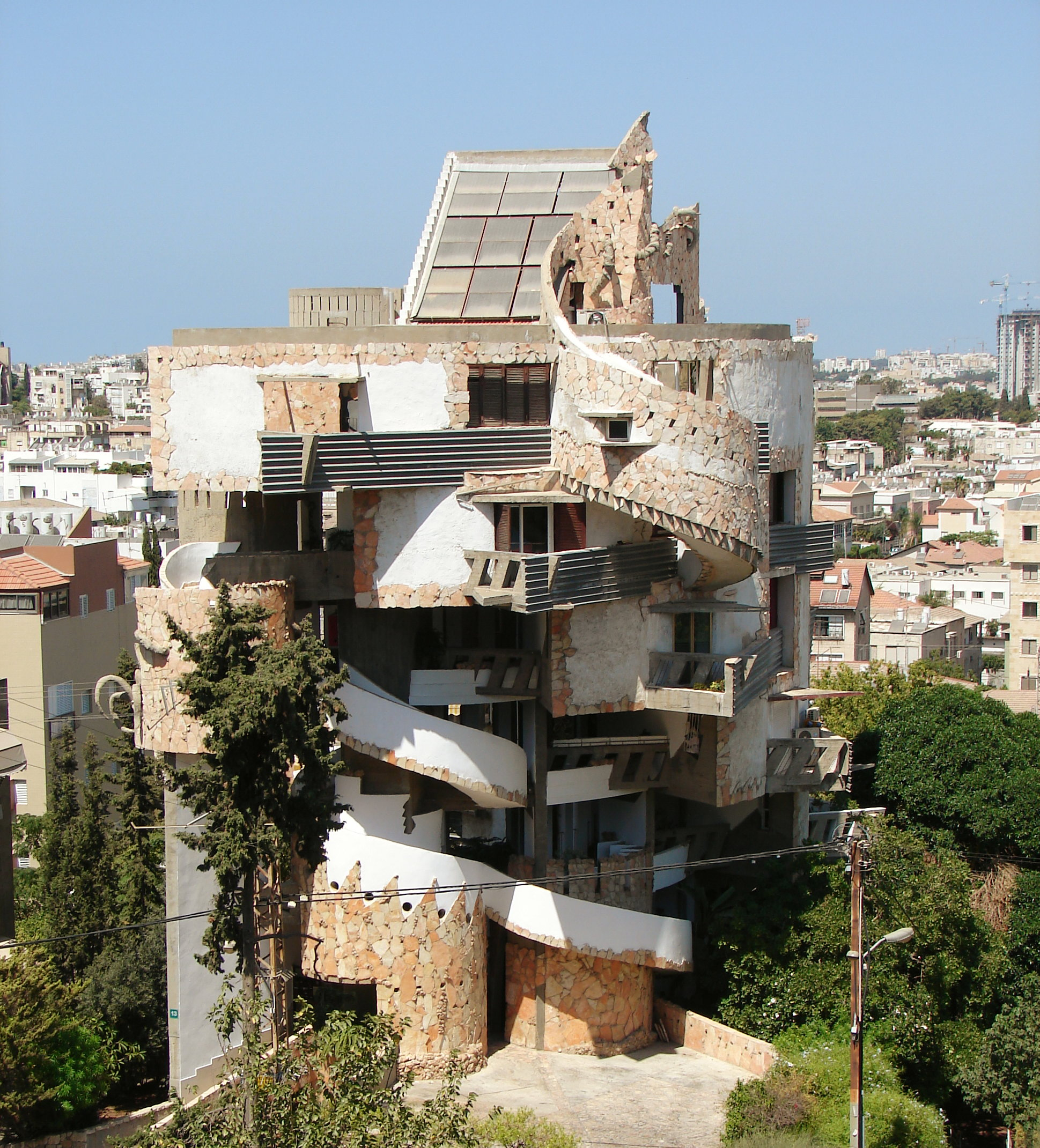
Spiraalvormig huis, Ramat Gan
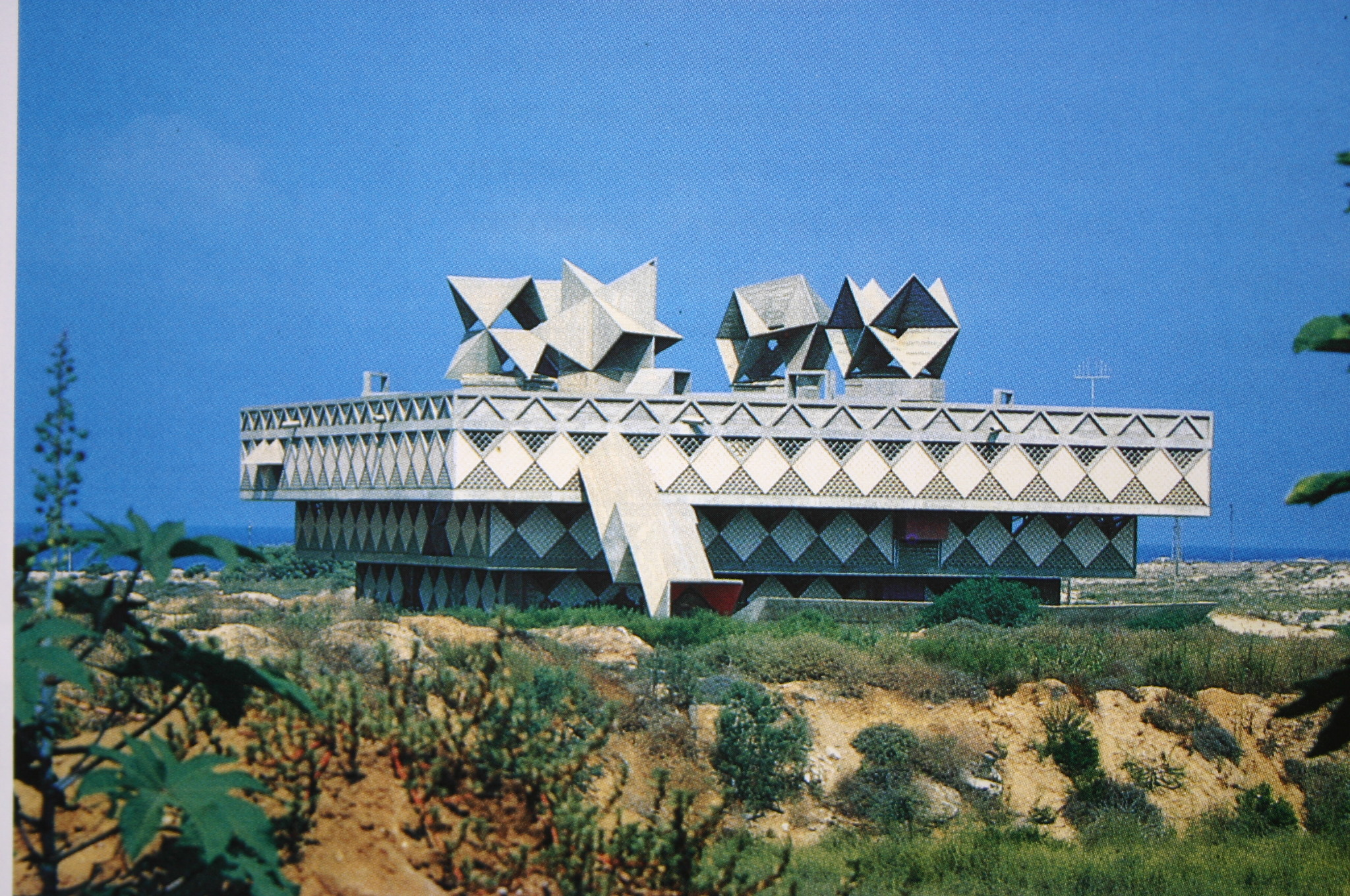
Stadhuis Bat Yam rond 1960
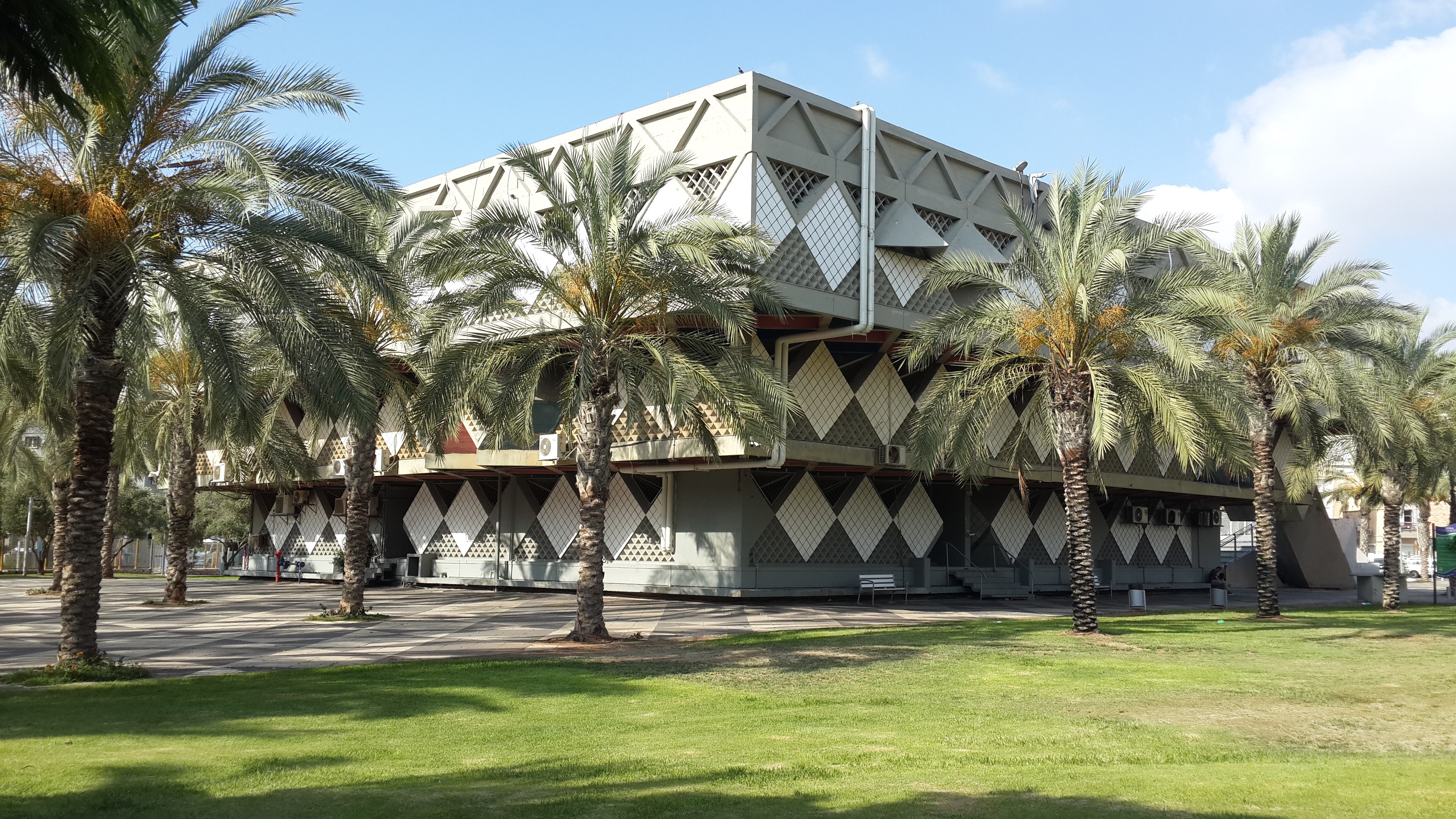
Stadhuis Bat Yam in 2017
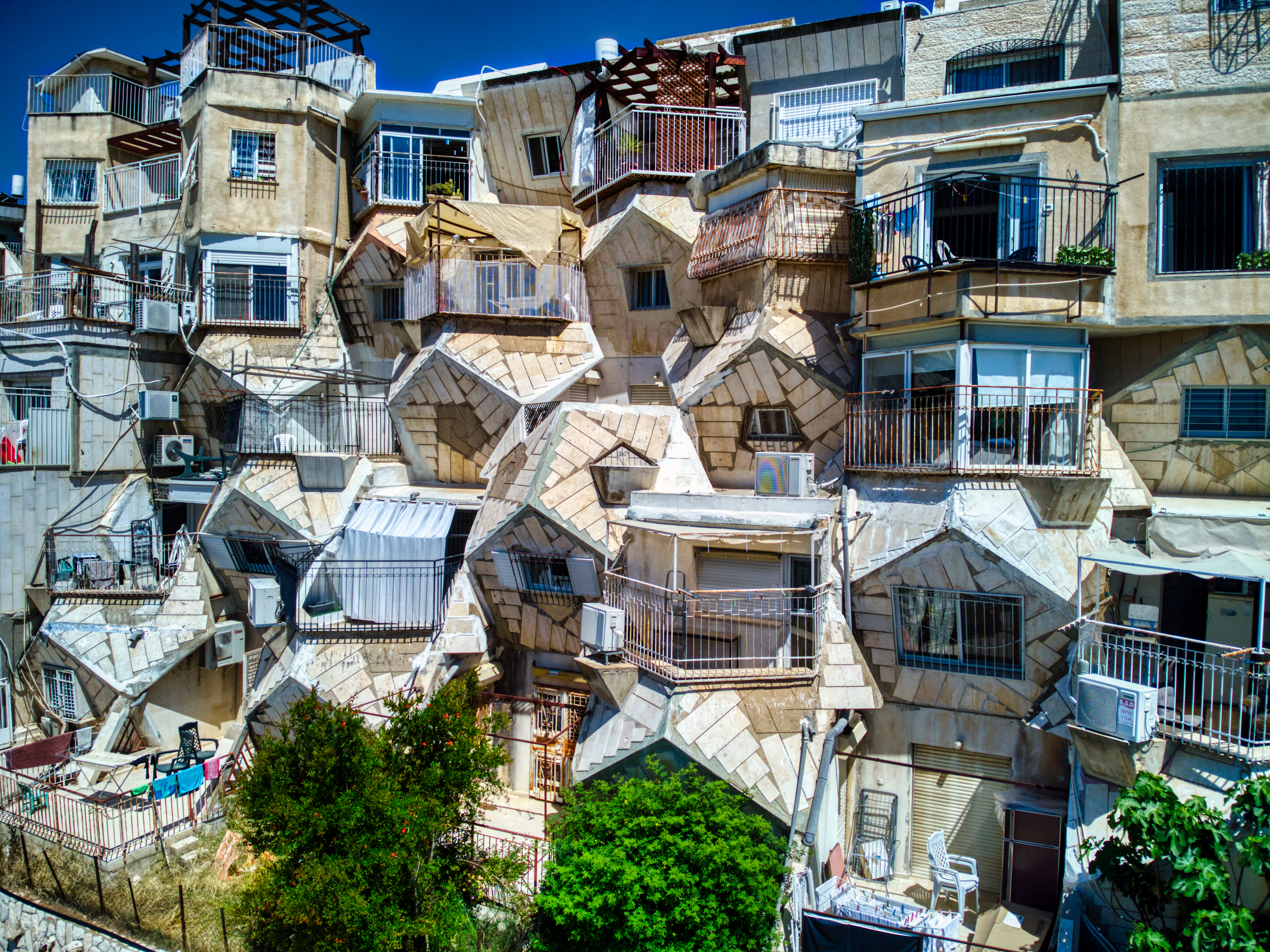
Appartementen in Ramot Polin
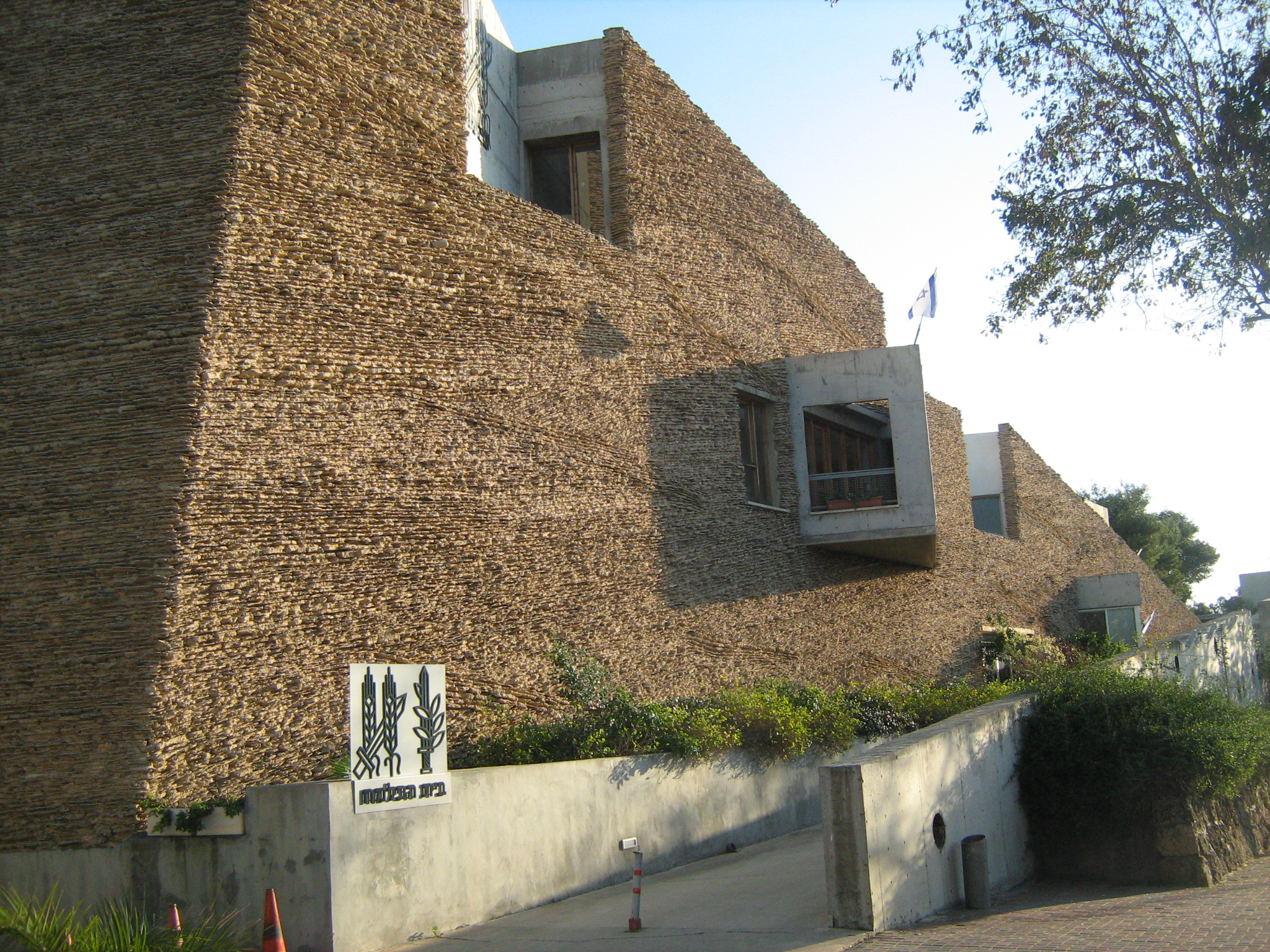
Palmach Museum Tel Aviv
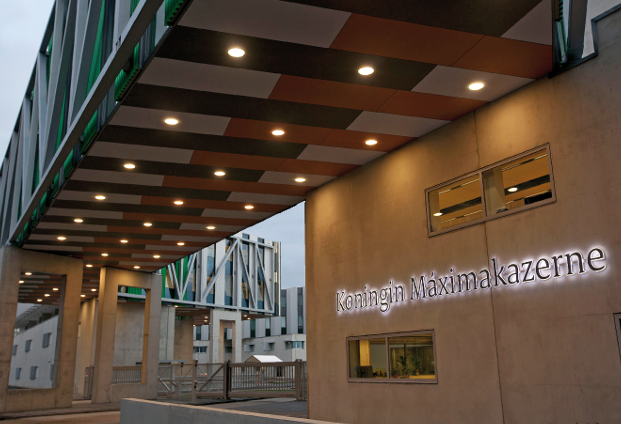
Nieuwbouw Koninklijke Marechaussee District Schiphol